# سی‌اس‌اس کرلو
سی‌اس‌اس کرلو (به انگلیسی: CSS Curlew) یک کشتی بود که طول آن ۱۳۵ فوت (۴۱ متر) بود. این کشتی در سال ۱۸۵۶ ساخته شد.